# Ewa Kula-Świeżewska
Ewa Maria Kula-Świeżewska – polska profesor i doktor habilitowany nauk biologicznych, profesor zwyczajny Instytutu Biochemii i Biofizyki Polskiej Akademii Nauk. Pracownik naukowy i kierownik Zakładu Biochemii Lipidów IBB PAN. Kieruje również Szkołą Biologii Molekularnej tego instytutu. Koordynator projektów realizowanych przez Narodowe Centrum Nauki, członek Rad Naukowych Instytutu Chemii Organicznej PAN oraz Instytutu Medycyny Doświadczalnej i Klinicznej im. Mirosława Mossakowskiego PAN w kadencji 2019-2022.
Doktoryzowała się w dyscyplinie nauk przyrodniczych w 1990 roku w Pracowni Fosfolipidów IBB PAN pisząc pracę zatytułowaną Różnorodność poliprenoli roślinnych ocena możliwości ich zastosowania jako analogów dolicholi zwierzęcych, habilitację uzyskała w 1997 na podstawie rozprawy pt. Rola związków izoprenoidowych w komórkach roślinnych. Biosynteza, funkcje biologiczne i występowanie. Tytuł profesora nauk biologicznych nadano jej w dniu 15 maja 2002 postanowieniem ówczesnego Prezydenta Rzeczypospolitej Polskiej Aleksandra Kwaśniewskiego.
Jest jednym z wykonawców pracy badawczej pt. Charakterystyka tkanek i komórek myszy Ercc1-/- jako modelu do badań nad wpływem stresu oksydacyjnego na procesy starzenia napisanej w ramach jednego z projektów NCN, a także rozprawy pt. Molekularne podstawy odpowiedzi roślin uprawnych i modelowych na stres. Wraz z kilkoma innymi naukowcami opatentowała System nośników kwasów nukleinowych, sposób przygotowania systemu oraz ich zastosowanie, natomiast wspólnie z Tadeuszem Chojnackim opracowała i opatentowała Sposób wytwarzania znakowanych trytem ubichinonów i ich analogów strukturalnych. Równocześnie wraz z nim i grupą innych uczonych zgłosiła patent na Trimetyloaminowe pochodne poli-cis i poli-trans liniowych oligomerów izoprenowych, sposób ich wytwarzania oraz ich zastosowanie.
Profesor wizytujący Uniwersytetu Sztokholmskiego. Jednym z jej współpracowników jest szwedzki cytolog, Gustav Dallner.

## Publikacje naukowe
Autorka lub współautorka następujących publikacji naukowych:
- Dolichols of the fern Matteucia struthiopteris[14]
- Stereoselectivity in the synthesis of polyprenylphosphoryl β-d-ribofuranoses[15]
- The search for polyprenols in dendroflora of Vietnam[16]
- Alloprenols: novel alpha-trans-polyprenols of Allophylus caudatus[17]
- New cationic polyprenyl derivative proposed as a lipofecting agent[18]
- Polyisoprenol Specificity in the Campylobacter jejuni N-Linked Glycosylation Pathway[19]
- Quantification of dolichol in the human lens with different types of cataracts[20]
- Influence of short-term sulfur starvation on photosynthesis-related compounds and processes in tobacco[1]
- Complete 1H and 13C signal assignment of prenol-10 with 3D NMR spectroscopy[21]
- Stereoselective syntheses of heptaprenylphosphoryl β-d-arabino-and β-d-ribo-furanoses[22]
- SRD5A3 is required for converting polyprenol to dolichol and is mutated in a congenital glycosylation disorder[23]
- Effects of myosin heavy chain (MHC) plasticity induced by HMGCoA-reductase inhibition on skeletal muscle functions[24]
- Configuration of polyisoprenoids affects the permeability and thermotropic properties of phospholipid/polyisoprenoid model membranes[25]
- Polyisoprenoids - Secondary metabolites or physiologically important superlipids?[26]
- HMG CoA reductase inhibition by Simvastatin gets rat β-Myosin heavy chain disappeared: A statin paradox[27]
- Application of supercritical CO2 for extraction of polyisoprenoid alcohols and their esters from plant tissues[28]
- Sugar availability modulates polyisoprenoid and phytosterol profiles in Arabidopsis thaliana hairy root culture[29]
- Effect of salt stress on prenol lipids in the leaves of Tilia ‘Euchlora'[30]
- Analysis of Plant Polyisoprenoids[31]
- Cationic derivative of polyprenol, a potential component of liposomal drug carriers, does not alter renal function in rats[32]
- Effects of liposomes with polyisoprenoids, potential drug carriers, on the cardiovascular and excretory system in rats[33]
- cis-Prenyltransferase atCPT6 produces a family of very short-chain polyisoprenoids in planta[34]
- Isoprenoid generating systems in plants - A handy toolbox how to assess contribution of the mevalonate and methylerythritol phosphate pathways to the biosynthetic process[35]
- Isoprenoid Alcohols are Susceptible to Oxidation with Singlet Oxygen and Hydroxyl Radicals[36]
- Modeling of Dolichol Mass Spectra Isotopic Envelopes as a Tool to Monitor Isoprenoid Biosynthesis[37]

## Odznaczenia
- Krzyż Kawalerski Orderu Odrodzenia Polski – 2025[38]

## Nagrody i wyróżnienia
Uhonorowana m.in.:
- Nagrodą Naukową Wydziału II Nauk Biologicznych i Rolniczych PAN za cykl prac na temat Mechanizmu biosyntezy i biologicznej roli poliizopropenoidów u eukariontów (2016)[3]
- Nagrodą Prezesa Rady Ministrów za dorobek naukowy z zakresu biochemii, chemii bioorganicznej i badań molekularnych związków izoprenoidowych[39].